# Brevin Knight
Brevin Knight (ur. 8 listopada 1975 w Livingston) – amerykański koszykarz grający na pozycji rozgrywającego.

## College
Brevin grał w college'u Stanford, gdzie do tej pory jest liderem pod względem łącznej liczby asyst (780) i przechwytów (296), oraz zajmuje trzecie miejsce w ilości zdobytych punktów (1714).

## NBA
Brevin Knight wybrany został z numerem 16 w drafcie NBA w 1997 roku przez zespół Cleveland Cavaliers. W swym pierwszym sezonie osiągnął doskonałą średnią 8,2 asyst na mecz, co było najlepszym wynikiem w lidze i pozwoliło mu wejść do Pierwszej Piątki Debiutantów  (NBA All-Rookie First Team). Kolejne lata to nieustanna wędrówka po zespołach najlepszej koszykarskiej ligi świata – po opuszczeniu Kawalerzystów grał kolejno w: Atlanta Hawks, Memphis Grizzlies, Phoenix Suns, Washington Wizards, Milwaukee Bucks, Charlotte Bobcats (w ich barwach, w sezonie 2004-05, poprawił wynik z debiutanckiego sezonu, ustanawiając życiowy rekord osiągnął średnią 9 asyst na mecz; lepszą średnią osiągnął tylko MVP tamtych rozgrywek Steve Nash), Los Angeles Clippers oraz Utah Jazz.

## Osiągnięcia
Na podstawie, o ile nie zaznaczono inaczej.
NCAA
- Uczestnik rozgrywek:
  - Sweet 16 turnieju NCAA (1997)
  - turnieju NCAA (1995–1997)
- Laureat Frances Pomeroy Naismith Award (1997)[2]
- Najlepszy pierwszoroczny zawodnik Pac-10 (1994)[3]
- Zaliczony do:
  - I składu:
    - Pac-10 (1995–1997)
    - najlepszych pierwszorocznych zawodników Pac-10 (1994)
    - turnieju Great Alaska Shootout (1997)

  - II składu All-American (1997)
- Lider Pac-10 w[4]:
  - średniej:
    - asyst (7,3 – 1996, 7,8 – 1997)
    - przechwytów (2,8 – 1995, 2,8 – 1997)

  - liczbie:
    - asyst (234 – 1997)
    - przechwytów (78 – 1995)
    - celnych rzutów wolnych (153 – 1995, 166 – 1997)

NBA
- Zaliczony do I składu debiutantów NBA (1998)[5]
- Uczestnik Rookie Challenge (1998)
- Lider play-off w średniej przechwytów (2004)[6]

## Rekordy
| Rekordy               | Brevin Knight                |
| --------------------- | ---------------------------- |
| Punkty                | 31 (vs Washington Wizards)   |
| Rzuty z gry (celne)   | 11 (vs Washington Wizards)   |
| Rzuty z gry (ogólnie) | 24 (vs Washington Wizards)   |
| Celne osobiste        | 12 (vs Philadelphia 76ers)   |
| Rzuty osobiste        | 15 (vs Philadelphia 76ers)   |
| Zbiórki ofensywne     | 3 (9 razy)                   |
| Zbiórki defensywne    | 9 (vs Golden State Warriors) |
| Zbiórki               | 9 (2 razy)                   |
| Asysty                | 20 (2 razy)                  |
| Przechwyty            | 8 (2 razy)                   |
| Bloki                 | 2 (6 razy)                   |
| Minut na boisku       | 48 (vs Miami Heat)           |